# Коновалов, Николай Васильевич (невропатолог)
Николай Васильевич Коновалов (15 февраля 1900 года, Санкт-Петербург Российская империя — 15 апреля 1966 года, Москва СССР) — выдающийся советский невропатолог, доктор медицинских наук (1937), профессор. Вице-президент (1950—1953) АМН СССР.
Академик АМН СССР (1950). Лауреат Ленинской премии (1961). Член ВКП(б) и КПСС с 1943 года
Описал заболевание, названное в последующем болезнь Вильсона — Коновалова. В западных странах называется только по автору, впервые описавшему заболевание, то есть по Вильсону.

## Биография
В 1918—1920 гг. — редактор российского телеграфного агентства РОСТА.
В 1924 г. закончил медицинский факультет 1-го Московского государственного университета (будущий «1-й мед»).
Ученик Л. О. Даркшевича, Г. И. Россолимо и Е. К. Сеппа.
С 1924 года — сотрудник 1-го Московского государственного университета (с 1930 — 1-й Московский медицинский институт):
- в 1924—1927 — ординатор;
- в 1927—1932 — ассистент;
- в 1932—1934 — доцент клиники нервных болезней.

В 1934—1936 гг. — заведующий кафедрой нервных болезней 3-го Московского медицинского института.
В 1935—1947 гг. — научный руководитель нервного отделения Центральной клинической больницы им. Н. А. Семашко Народного комиссариата (Министерства) путей сообщения СССР.
В 1941 г.- профессор клиники нервных болезней при Клинической больнице 1-го Московского медицинского института.
В 1947—1948 г. заместитель директора по научной работе в Научно-исследовательском институте неврологии Академии медицинских наук СССР.
В 1948—1966 гг. — директор этого же института.
Одновременно, в 1948—1952 гг. — главный невропатолог Лечебно-санитарного управления Кремля. В числе медиков, наблюдавших И. В. Сталина в последние дни его жизни.
Умер 15 апреля 1966 года в Москве. Похоронен на Новодевичьем кладбище.
Сын Коновалов, Александр Николаевич также стал нейрохирургом, директором Научно — исследовательского института нейрохирургии им. Н. Н. Бурденко, академиком РАН и РАМН.

## Научная деятельность
Автор приоритетных исследований в области изучения прогрессирующих дегенеративных и наследственных заболеваний нервной системы.
- Разработал вопрос о связи поражений печени с патологией нервной системы и выдвинул представление о гепатоцеребральных синдромах.
- Детально описал гепатолентикулярную дегенерацию (гепатоцеребральную дистрофию), получившую впоследствии название болезнь Вильсона — Коновалова.
- Выделил формы гепатолентикулярной дегенерации, предложил их классификацию, детально изучил патоморфологию и патогенез этого заболевания, особенности и варианты его течения, получил новые данные о нарушении белкового обмена и обмена меди в организме, что позволило обосновать патогенетическую терапию гепатолентикулярной дегенерации.
- Дал детальную клиническую, патоморфологическую и патофизиологическую характеристику дегенеративных поражений мозжечка, эпидемического и подострого переднего полиомиелита, бокового амиотрофического склероза, рассеянного склероза.
- Первым в отечественной литературе описал оливопонтоцеребеллярную дегенерацию, туберкулезный менингит.
- Внес вклад в семиотику нервных болезней, описал рефлекс схватывания и новый диагностически значимый симптом опухоли нижнего рога бокового желудочка.
- Совместно с Л. А. Зильбером выдвинул гипотезу о возможном значении персистирующих вирусов в этиологии отдельных форм заболеваний мотонейрона.

### Научная школа
Создатель крупной научной школы, видными представителями которой были и есть Н. В. Верещагин, О. А. Хондкариан, И. А. Иванова-Смоленская и др.

## Общественная деятельность
Состоял председателем экспертной комиссии по неврологии и психиатрии Высшей аттестационной комиссии, членом правления Всесоюзного общества невропатологов и психиатров, почетным членом Чехословацкого научного общества имени Я. Пуркинье, Польской медицинской академии, Румынского медицинского общества.

## Награды
- Ленинская премия (1961).
- Награждён орденом Ленина, двумя орденами Трудового Красного Знамени и медалями.

## Основные работы
- Патология и патофизиология мозжечка. — М., 1939.
- Гепатоцеребральная дистрофия. — М., 1960.
- Подострый передний полиомиелит. — М., 1964.